# Crozzon di Brenta
Crozzon di Brenta (3130 m n. m.) je obrovský skalní pilíř v pohoří Dolomiti Brenta. Je severozápadním výběžkem masivu Massiccio della Tosa v centrální části pohoří. Od nejvyššího vrcholu tohoto celku Cima Tosa (3135 m) je svým vrcholem vzdálen 540 metrů. Je třetím nejvyšším vrcholem pohoří Brenta. Svými proporcemi a viditelností z větších dálek se zařadil mezi nejznámější dominanty pohoří. První pokořitel vrcholu Karl Schulz horu nazval Obří zub Dolomit. Gino Buscaini, autor publikace Průvodce po horách Itálie, horu popsal jako "jednu z nejmocnějších skalních architektur Dolomit".

## Historie

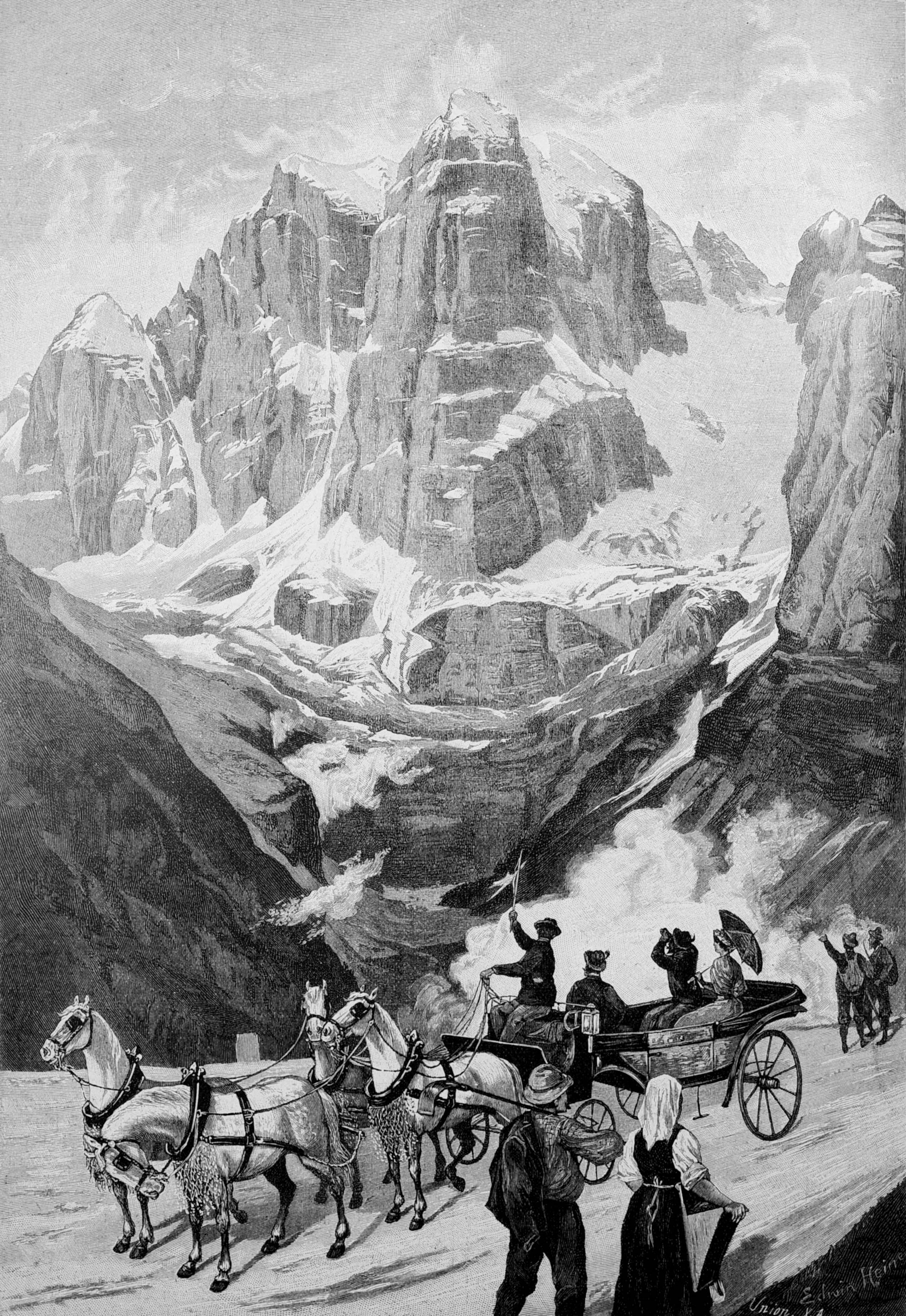
Obrázek z knihy vydané roku 1894

Vzhled hory lákal k prozkoumání vnitřku pohoří již první pastýře. Jako vstupní brána do údolí Val di Brenta, které končí nejvýznamnějším průsmykem, byl svědkem významných průzkumných tras. Brzy se stal ústředním objektem kreseb, obrazů a fotografií. Jeho zdolání předcházelo zdolání vrcholu Cima Tosa z jižního údolí Val Ambiez, ke kterému došlo již v roce 1865. Ke zdolání půl kilometru vzdáleného vrcholu však zbývalo zdolání strmé stěny, které si vyžádalo dalších 19 let a tři neúspěšné pokusy. Vrcholu konečně dosáhl 8.srpna 1884 Karl Schulz s Matteem Nicolussim. Následovaly výzvy na zdolání od paty . Horolezecké cesty na 800 m vysoké stěně se staly lezeckou klasikou. 1.srpna 1953 zdolal výstup samostatně Cesare Maestri, v roce 1956 pak výkon zopakoval bez lana. Právě po tomto výkonu začal být přezdíván Ragno delle Dolomiti – Pavouk Dolomit.
Výchozím bodem je chata Rifugio Brentei, na vrcholu byl postaven bivak, pojmenovaný po horolezci a partyzánu z druhé světové války Ettore Castiglionimu. 